# Chiridota orientalis
Chiridota orientalis is een zeekomkommer uit de familie Chiridotidae.
De wetenschappelijke naam van de soort werd in 1981 gepubliceerd door A.V. Smirnov.